# Campeonato dos Estados Unidos de Patinação Artística no Gelo de 2015
O Campeonato dos Estados Unidos de Patinação Artística no Gelo de 2015 foi a nonagésima oitava edição do Campeonato dos Estados Unidos de Patinação Artística no Gelo, um evento anual de patinação artística no gelo onde os patinadores artísticos competem pelo título de campeão americano nos níveis sênior, júnior, noviço, intermediário e juvenil. A competição foi disputada entre os dias 18 de janeiro e 25 de janeiro, na cidade de Greensboro, Carolina do Norte.

## Eventos
- Individual masculino
- Individual feminino
- Duplas
- Dança no gelo

## Medalhistas
| Evento                        | Ouro                              | Prata                          | Bronze                          | Peltre                         |
| Sênior                        |                                   |                                |                                 |                                |
| Individual masculino detalhes | Jason Brown                       | Adam Rippon                    | Joshua Farris                   | Max Aaron                      |
| Individual feminino detalhes  | Ashley Wagner                     | Gracie Gold                    | Karen Chen                      | Polina Edmunds                 |
| Duplas detalhes               | Alexa Scimeca Chris Knierim       | Haven Denney Brandon Frazier   | Tarah Kayne Danny O'Shea        | Madeline Aaron Max Settlage    |
| Dança no gelo detalhes        | Madison Chock Evan Bates          | Maia Shibutani Alex Shibutani  | Madison Hubbell Zachary Donohue | Kaitlin Hawayek Jean-Luc Baker |
| Júnior                        |                                   |                                |                                 |                                |
| Individual masculino detalhes | Andrew Torgashev                  | Kevin Shum                     | Paolo Borromeo                  | Alexei Krasnozhon              |
| Individual feminino detalhes  | Bradie Tennell                    | Olivia Serafini                | Vivian Le                       | Elena Taylor                   |
| Duplas detalhes               | Caitlin Fields Ernie Utah Stevens | Chelsea Liu Brian Johnson      | Olivia Allan Austin Hale        | Lindsay Weinstein Jacob Simon  |
| Dança no gelo detalhes        | Lorraine McNamara Quinn Carpenter | Rachel Parsons Michael Parsons | Elliana Pogrebinsky Alex Benoit | Holly Moore Daniel Klaber      |

## Resultados

### Sênior

#### Individual masculino
| Pos.              | Nome               | Pontos | PC         | PL          |
| ----------------- | ------------------ | ------ | ---------- | ----------- |
| Medalha de ouro   | Jason Brown        | 274.98 | 93.36 (1)  | 181.62 (2)  |
| Medalha de prata  | Adam Rippon        | 272.48 | 84.71 (5)  | 187.77 (1)  |
| Medalha de bronze | Joshua Farris      | 267.98 | 90.40 (2)  | 177.58 (3)  |
| Medalha de peltre | Max Aaron          | 259.19 | 85.78 (4)  | 173.41 (4)  |
| 5                 | Jeremy Abbott      | 258.29 | 89.93 (3)  | 168.36 (5)  |
| 6                 | Ross Miner         | 249.28 | 82.25 (6)  | 167.03 (6)  |
| 7                 | Douglas Razzano    | 233.42 | 74.01 (10) | 159.41 (7)  |
| 8                 | Nathan Chen        | 230.99 | 76.20 (8)  | 154.79 (8)  |
| 9                 | Grant Hochstein    | 230.28 | 75.70 (9)  | 154.58 (9)  |
| 10                | Richard Dornbush   | 218.27 | 79.24 (7)  | 142.84 (11) |
| 11                | Alexander Johnson  | 218.27 | 68.46 (12) | 149.81 (10) |
| 12                | Sean Rabbitt       | 211.24 | 71.39 (11) | 139.85 (12) |
| 13                | Jordan Moeller     | 206.00 | 67.81 (14) | 138.19 (13) |
| 14                | Timothy Dolensky   | 193.38 | 68.41 (13) | 124.97 (14) |
| 15                | Patrick Rupp       | 178.42 | 56.29 (17) | 122.13 (15) |
| 16                | Philip Warren      | 172.04 | 61.13 (15) | 110.91 (16) |
| 17                | Shotaro Omori      | 166.41 | 55.60 (18) | 110.81 (17) |
| 18                | Jimmy Ma           | 164.74 | 59.09 (16) | 105.65 (18) |
| 19                | Robert Przepioski  | 144.88 | 50.07 (19) | 94.81 (20)  |
| 20                | Sebastien Payannet | 141.40 | 42.26 (20) | 99.14 (19)  |
| WD                | Stephen Carriere   | —      | — (WD)     |             |

#### Individual feminino
| Pos.              | Nome                | Pontos | PC         | PL          |
| ----------------- | ------------------- | ------ | ---------- | ----------- |
| Medalha de ouro   | Ashley Wagner       | 221.02 | 72.04 (1)  | 148.98 (1)  |
| Medalha de prata  | Gracie Gold         | 205.54 | 67.02 (2)  | 138.52 (2)  |
| Medalha de bronze | Karen Chen          | 199.79 | 64.66 (6)  | 135.13 (3)  |
| Medalha de peltre | Polina Edmunds      | 192.62 | 66.04 (3)  | 126.58 (4)  |
| 5                 | Samantha Cesario    | 182.82 | 59.21 (11) | 123.61 (5)  |
| 6                 | Mariah Bell         | 180.25 | 57.35 (12) | 122.90 (6)  |
| 7                 | Tyler Pierce        | 174.90 | 60.28 (9)  | 114.62 (7)  |
| 8                 | Courtney Hicks      | 174.33 | 65.01 (5)  | 109.32 (9)  |
| 9                 | Hannah Miller       | 168.87 | 59.81 (10) | 109.06 (10) |
| 10                | Mirai Nagasu        | 166.63 | 65.28 (4)  | 101.35 (12) |
| 11                | Christina Gao       | 160.60 | 50.78 (18) | 109.82 (8)  |
| 12                | Leah Keiser         | 160.56 | 60.89 (8)  | 99.67 (14)  |
| 13                | Amber Glenn         | 159.41 | 63.04 (7)  | 96.37 (15)  |
| 14                | Ashley Cain         | 158.94 | 54.35 (14) | 104.59 (11) |
| 15                | Angela Wang         | 151.06 | 51.02 (17) | 100.04 (13) |
| 16                | Franchesca Chiera   | 145.73 | 52.91 (16) | 92.82 (17)  |
| 17                | Caroline Zhang      | 144.00 | 55.40 (13) | 88.60 (19)  |
| 18                | Katie McBeath       | 138.68 | 45.36 (20) | 93.32 (16)  |
| 19                | Maria Yang          | 131.40 | 42.79 (22) | 88.61 (18)  |
| 20                | Ashley Shin         | 129.81 | 53.67 (15) | 76.14 (20)  |
| 21                | Christina Cleveland | 115.26 | 45.24 (21) | 70.02 (21)  |
| 22                | Madison Vinci       | 111.77 | 45.38 (19) | 66.39 (22)  |

#### Duplas
| Pos.              | Nome                                  | Pontos | PC         | PL         |
| ----------------- | ------------------------------------- | ------ | ---------- | ---------- |
| Medalha de ouro   | Alexa Scimeca / Chris Knierim         | 210.49 | 74.01 (1)  | 136.48 (1) |
| Medalha de prata  | Haven Denney / Brandon Frazier        | 199.92 | 68.38 (2)  | 131.54 (2) |
| Medalha de bronze | Tarah Kayne / Danny O'Shea            | 185.31 | 61.56 (4)  | 123.75 (3) |
| Medalha de peltre | Madeline Aaron / Max Settlage         | 175.74 | 56.45 (7)  | 119.29 (4) |
| 5                 | Jessica Calalang / Zack Sidhu         | 174.32 | 58.75 (6)  | 115.57 (5) |
| 6                 | Marissa Castelli / Mervin Tran        | 169.14 | 64.24 (3)  | 104.90 (8) |
| 7                 | Gretchen Donlan / Nathan Bartholomay  | 168.05 | 59.81 (5)  | 108.24 (6) |
| 8                 | DeeDee Leng / Simon Shnapir           | 160.29 | 55.03 (8)  | 105.26 (7) |
| 9                 | Anya Davidovich / AJ Reiss            | 142.15 | 49.69 (9)  | 92.46 (9)  |
| 10                | Alexandria Shaughnessy / James Morgan | 131.20 | 47.51 (10) | 83.69 (10) |
| 11                | Olivia Oltmanns / Joshua Santillan    | 116.44 | 41.13 (11) | 75.31 (11) |
| 12                | Cali Fujimoto / Nicholas Barsi-Rhyne  | 111.91 | 39.48 (12) | 72.43 (12) |

#### Dança no gelo
| Pos.              | Nome                                     | Pontos | PC         | PL         |
| ----------------- | ---------------------------------------- | ------ | ---------- | ---------- |
| Medalha de ouro   | Madison Chock / Evan Bates               | 185.06 | 73.95 (1)  | 111.11 (1) |
| Medalha de prata  | Maia Shibutani / Alex Shibutani          | 181.31 | 73.84 (2)  | 107.47 (2) |
| Medalha de bronze | Madison Hubbell / Zachary Donohue        | 164.74 | 65.43 (3)  | 99.31 (3)  |
| Medalha de peltre | Kaitlin Hawayek / Jean-Luc Baker         | 162.45 | 63.95 (4)  | 98.50 (4)  |
| 5                 | Anastasia Cannuscio / Colin McManus      | 156.48 | 61.95 (5)  | 94.53 (5)  |
| 6                 | Alexandra Aldridge / Daniel Eaton        | 140.11 | 57.74 (6)  | 82.37 (6)  |
| 7                 | Danielle Gamelin / Alexander Gamelin     | 131.28 | 52.53 (7)  | 78.75 (7)  |
| 8                 | Anastasia Olson / Ian Lorello            | 129.20 | 51.94 (8)  | 77.26 (8)  |
| 9                 | Charlotte Maxwell / Ryan Devereaux       | 122.50 | 50.94 (9)  | 71.56 (10) |
| 10                | Ginna Hoptman / Pavel Filchenkov         | 120.53 | 47.87 (10) | 72.66 (9)  |
| 11                | Elicia Reynolds / Stephen Reynolds       | 102.94 | 40.02 (11) | 62.92 (11) |
| 12                | Kseniya Ponomaryova / Oleg Altukhov      | 97.87  | 37.64 (12) | 60.23 (12) |
| 13                | Kristen Nardozzi / Nick Traxler          | 93.68  | 37.05 (13) | 56.63 (13) |
| 14                | Tory Patsis / Nathaniel Fast             | 87.02  | 32.81 (15) | 54.21 (14) |
| 15                | Ashlyn Gaughan / Cody Lithco             | 81.74  | 32.82 (14) | 48.92 (16) |
| 16                | Gabriela Morrell Zucker / Andrejs Sitiks | 75.73  | 23.78 (17) | 51.95 (15) |
| 17                | Pauline Bynum / Jason Deveikis           | 63.04  | 26.18 (16) | 36.86 (17) |

### Júnior

#### Individual masculino júnior
| Pos.              | Nome              | Pontos | PC         | PL         |
| ----------------- | ----------------- | ------ | ---------- | ---------- |
| Medalha de ouro   | Andrew Torgashev  | 225.24 | 75.61 (1)  | 149.63 (1) |
| Medalha de prata  | Kevin Shum        | 193.36 | 64.99 (2)  | 128.37 (3) |
| Medalha de bronze | Paolo Borromeo    | 190.30 | 63.71 (3)  | 126.59 (4) |
| Medalha de peltre | Alexei Krasnozhon | 190.22 | 60.52 (6)  | 129.70 (2) |
| 5                 | Tomoki Hiwatashi  | 186.87 | 61.20 (5)  | 125.67 (5) |
| 6                 | Spencer Howe      | 181.79 | 61.44 (4)  | 120.35 (6) |
| 7                 | Oleksiy Melnyk    | 169.82 | 58.67 (7)  | 111.15 (7) |
| 8                 | Daniel Kulenkamp  | 164.07 | 55.24 (8)  | 108.83 (8) |
| 9                 | Anthony Boucher   | 152.91 | 52.61 (9)  | 100.30 (9) |
| 10                | Chase Belmontes   | 151.15 | 52.26 (10) | 98.89 (10) |
| 11                | Ben Jalovick      | 128.61 | 48.95 (11) | 79.66 (11) |
| WD                | Tony Lu           | —      | — (WD)     |            |

#### Individual feminino júnior
| Pos.              | Nome             | Pontos | PC         | PL         |
| ----------------- | ---------------- | ------ | ---------- | ---------- |
| Medalha de ouro   | Bradie Tennell   | 176.36 | 59.38 (1)  | 116.98 (1) |
| Medalha de prata  | Olivia Serafini  | 160.00 | 53.24 (3)  | 106.76 (2) |
| Medalha de bronze | Vivian Le        | 148.17 | 46.76 (7)  | 101.41 (5) |
| Medalha de peltre | Elena Taylor     | 145.31 | 43.21 (8)  | 102.10 (4) |
| 5                 | Amy Lin          | 144.52 | 52.94 (4)  | 91.58 (6)  |
| 6                 | Rebecca Peng     | 141.60 | 37.88 (11) | 103.72 (3) |
| 7                 | Brynne McIsaac   | 135.82 | 48.32 (6)  | 87.50 (8)  |
| 8                 | Paige Rydberg    | 133.99 | 53.34 (2)  | 80.65 (9)  |
| 9                 | Megan Wessenberg | 133.52 | 42.94 (9)  | 90.58 (7)  |
| 10                | Sarah Feng       | 128.93 | 48.78 (5)  | 80.15 (10) |
| 11                | Brianna Brazee   | 108.84 | 38.39 (10) | 70.45 (12) |
| 12                | Hina Ueno        | 105.35 | 34.59 (12) | 70.76 (11) |

#### Duplas júnior
| Pos.              | Nome                                    | Pontos | PC         | PL         |
| ----------------- | --------------------------------------- | ------ | ---------- | ---------- |
| Medalha de ouro   | Caitlin Fields / Ernie Utah Stevens     | 155.41 | 57.18 (1)  | 98.23 (1)  |
| Medalha de prata  | Chelsea Liu / Brian Johnson             | 150.84 | 54.96 (2)  | 95.88 (2)  |
| Medalha de bronze | Olivia Allan / Austin Hale              | 130.60 | 42.73 (4)  | 87.87 (3)  |
| Medalha de peltre | Lindsay Weinstein / Jacob Simon         | 123.02 | 43.75 (3)  | 79.27 (5)  |
| 5                 | Cirinia Gillett / Maximiliano Fernandez | 122.32 | 42.22 (5)  | 80.10 (4)  |
| 6                 | Gabriella Marvaldi / Cody Dolkiewicz    | 115.28 | 41.85 (6)  | 73.43 (8)  |
| 7                 | Alyssa McDougal / Paul Schatz           | 115.24 | 40.81 (7)  | 74.43 (6)  |
| 8                 | Kay Bergdolt / Miles Addison            | 113.51 | 40.46 (8)  | 73.05 (9)  |
| 9                 | Linde LaChance / Kenneth Anderson       | 111.03 | 36.70 (10) | 74.33 (7)  |
| 10                | Joy Weinberg / Michael Lueck            | 98.18  | 38.08 (9)  | 60.10 (10) |
| 11                | Kailey Matkin / Justin Highgate-Brutman | 94.08  | 34.10 (11) | 59.98 (11) |

#### Dança no gelo júnior
| Pos.              | Nome                                     | Pontos | PC         | PL         |
| ----------------- | ---------------------------------------- | ------ | ---------- | ---------- |
| Medalha de ouro   | Lorraine McNamara / Quinn Carpenter      | 155.39 | 64.16 (1)  | 91.23 (1)  |
| Medalha de prata  | Rachel Parsons / Michael Parsons         | 144.98 | 60.61 (2)  | 84.37 (2)  |
| Medalha de bronze | Elliana Pogrebinsky / Alex Benoit        | 141.55 | 58.92 (3)  | 82.63 (3)  |
| Medalha de peltre | Holly Moore / Daniel Klaber              | 133.07 | 53.53 (5)  | 79.54 (4)  |
| 5                 | Christina Carreira / Anthony Ponomarenko | 131.91 | 55.32 (4)  | 76.59 (6)  |
| 6                 | Emily Day / Kevin Leahy                  | 126.23 | 50.98 (6)  | 75.25 (8)  |
| 7                 | Chloe Rose Lewis / Logan Bye             | 125.65 | 48.18 (8)  | 77.47 (5)  |
| 8                 | Julia Biechler / Damian Dodge            | 117.65 | 42.17 (11) | 75.48 (7)  |
| 9                 | Gigi Becker / Luca Becker                | 115.91 | 50.34 (7)  | 65.57 (10) |
| 10                | Karina Manta / Joseph Johnson            | 114.23 | 45.09 (9)  | 69.14 (9)  |
| 11                | Danielle Thomas / Alexander Martin       | 109.73 | 44.77 (10) | 64.96 (11) |
| 12                | Maeve Pascoe / Micah Jaffe               | 100.38 | 41.30 (12) | 59.08 (12) |